# 巴恩斯維爾 (堪薩斯州)
巴恩斯維爾（英語：Barnesville）為位在美國堪薩斯州波旁縣的非建制地區。

## 歷史
巴恩斯維爾於1858年設立，以設立者巴恩斯（Barnes）命名。1856年7月23日，郵政局於巴恩斯維爾開業，之後持續營業直到1906年7月14日歇業。巴恩斯維爾哨所位在此地區，為內戰時期的軍事哨所。